# Praon kashmirense
Praon kashmirense är en stekelart som beskrevs av Bhagat 1982. Praon kashmirense ingår i släktet Praon och familjen bracksteklar. Inga underarter finns listade i Catalogue of Life.